# Paradoxe Intervention
Unter einer paradoxen Intervention versteht man eine Handlung, die in scheinbarem Widerspruch zum angestrebten Ziel steht.
Eine paradoxe Intervention kann im Rahmen umgekehrter Psychologie oder als Teil verschiedener psychotherapeutischer Methoden angewendet werden. Auf den ersten Blick scheinen diese Methoden auf das Gegenteil des eigentlichen therapeutischen Ziels hinzuwirken, tatsächlich sollen sie aber helfen, gerade diese Ziele zu erreichen.

## Abgrenzung
Der Begriff der paradoxen Intervention ist erheblich weiter gefasst als der Begriff der paradoxen Intention nach Frankl. Letztere wird in vielen Klassifikationen von paradoxen Interventionen als eine bestimmte Technik aufgeführt. Nach Watzlawick ist sie mit der Methode der Symptomverschreibung identisch. Nach DeBord unterscheidet sie sich von der Symptomverschreibung dadurch, dass bei ihr die Wirkweise für den Klienten transparent gemacht werden kann.

## Paradoxe Interventionstechniken
Verschiedene Autoren zählen übereinstimmend folgende Techniken zu den paradoxen Interventionen:
- Symptomverschreibung
- paradoxe Intention
- Umdeutung

### Symptomverschreibung
Bei der Symptomverschreibung wird das als problematisch verstandene Verhalten gefördert. So kann z. B. die therapeutische Verschreibung in einer Paartherapie, in der sie ihm vorwirft, im Haushalt nichts zu tun, in folgender Anweisung an ihn bestehen: Bis zu unserer nächsten Sitzung unterlassen Sie jede Tätigkeit im Haushalt. Das eigentliche Problem (nämlich der Gedanke, dass er dauernd etwas tun müsse) löst sich dadurch auf.
Wenn der Klient es nicht schafft, der Symptomverschreibung nachzukommen und das Symptom willentlich auszuführen, dann erlebt er eine Abschwächung der Symptomatik. Schafft er es, das Symptom willentlich herbeizuführen, führt das zu einer erhöhten Selbstwirksamkeitserwartung. Besonders wirksam kann diese Methode sein, wenn der Kampf gegen das Symptom zu seiner Aufrechterhaltung beigetragen hat.

### Paradoxe Intention
Bei der paradoxen Intention ist der Patient aufgefordert, sich in paradoxer Weise genau das herbeizuwünschen, wovor er Angst hat. Dem liegt die Vorstellung zugrunde, auf diesem Weg ein Durchbrechen der bestehenden sich selbst bestätigenden Teufelskreise der Angst zu erreichen. Die paradoxe Intention ist eine Methode der Logotherapie Viktor Frankls.

### Umdeutung
Bei einer Umdeutung (oder engl. Reframing) wird nach Watzlawick die Ersetzung von begrifflichen oder gefühlsmäßigen Hintergrundannahmen angestrebt, unter denen eine Sachlage erlebt und beurteilt wird.
Schlippe und Schweitzer (2003) geben das folgende Beispiel:
Klient: Meine Tochter magert immer mehr ab!
Therapeut: War das vor oder nach Ihrer Trennung, dass sie sich entschieden hat, nichts mehr zu essen?
Hier erfolgt eine Umdeutung durch den Therapeuten, indem die Anorexie der Tochter als Entscheidung gedeutet wird.
Ein bestimmter Subtyp der Umdeutung ist die positive Konnotation. Bei dieser wird ein Symptom positiv umgedeutet.

### Weitere paradoxe Techniken
Es gibt noch eine ganze Reihe weiterer Techniken, die in der Literatur zu den paradoxen Interventionen gezählt werden.
Dazu zählen unter anderem Rückfallvorhersage, Rückfallverschreibung, Ordeals, Familienrituale und das Abhalten von Veränderung. Eine konsistente Klassifikation dieser verschiedenen Methoden konnte sich bis heute noch nicht durchsetzen.

#### Paradoxe Sanktion
Die britischen Pädagogen Homer Lane und Alexander Sutherland Neill reagierten auf Verletzungen von Regeln durch Jugendliche mit Belohnung oder Bestärkung des problematischen Verhaltens.
Lane „bestrafte“ Gesetzesbrecher mit Urlaub oder forderte einen Jungen, der das Geschirr zertrümmert hatte, auf, nun auch noch seine Uhr zu zerschlagen.
Neill unterstützte rebellische Jugendliche in ihrem anti-sozialen Verhalten, da er annahm, dass deren Regelbrüche häufig aus Trotz gegen die repressiven Erziehungsmethoden der Nachkriegsgesellschaft geschahen. So ging er mit einem Kind, das in einem Ladengeschäft gestohlen hatte, dorthin zurück, um gemeinsam mit ihm noch mehr zu stehlen (nachdem er den Ladenbesitzer zuvor informiert hatte). Solche überraschenden Interventionen brachten die perplexen Jugendlichen dazu, sich ihm gegenüber zu öffnen. Indem das Rollenbild der harten, überstrengen Erziehungspersonen, mit denen die Jugendlichen bis dahin zu tun gehabt hatten, unterlaufen wurde, konnte er mit ihnen auf einer anderen Ebene kommunizieren.

## Wirksamkeit
Shoham-Salomon und Rosenthal konnten 1987 in einer Meta-Analyse nachweisen, dass paradoxe Interventionen (Symptomverschreibungen und Reframings) ebenso wirksam wie die traditionellen Interventionen waren. Bei schweren Fällen waren die paradoxen Interventionen sogar wirksamer.